# San Luis, Pinar del Río
San Luis là một đô thị ở tỉnh Pinar del Río của Cuba. Dân cư đô thị này chủ yếu sống bằng nông nghiệp: trồng thuốc lá, lúa, cây ăn quả, nuôi gia súc.
Đô thị này được chia thành các barrio Barbacoas, Barrigonas, Coloma, Llanadas, Palizadas, Río Seco, San Luis và Tirado.
Khu dân cư này được lập năm 1827, và lập đô thị năm 1879, khi nó được tách khỏi San Juan y Martínez.

## Dân số
Năm 2004, đô thị San Luis có dân số 34.085. với điện tích 765 km² (295,4 mi²), và mật độ dân số 44,6người/km² (115,5người/sq mi).